# Labor omnia vincit

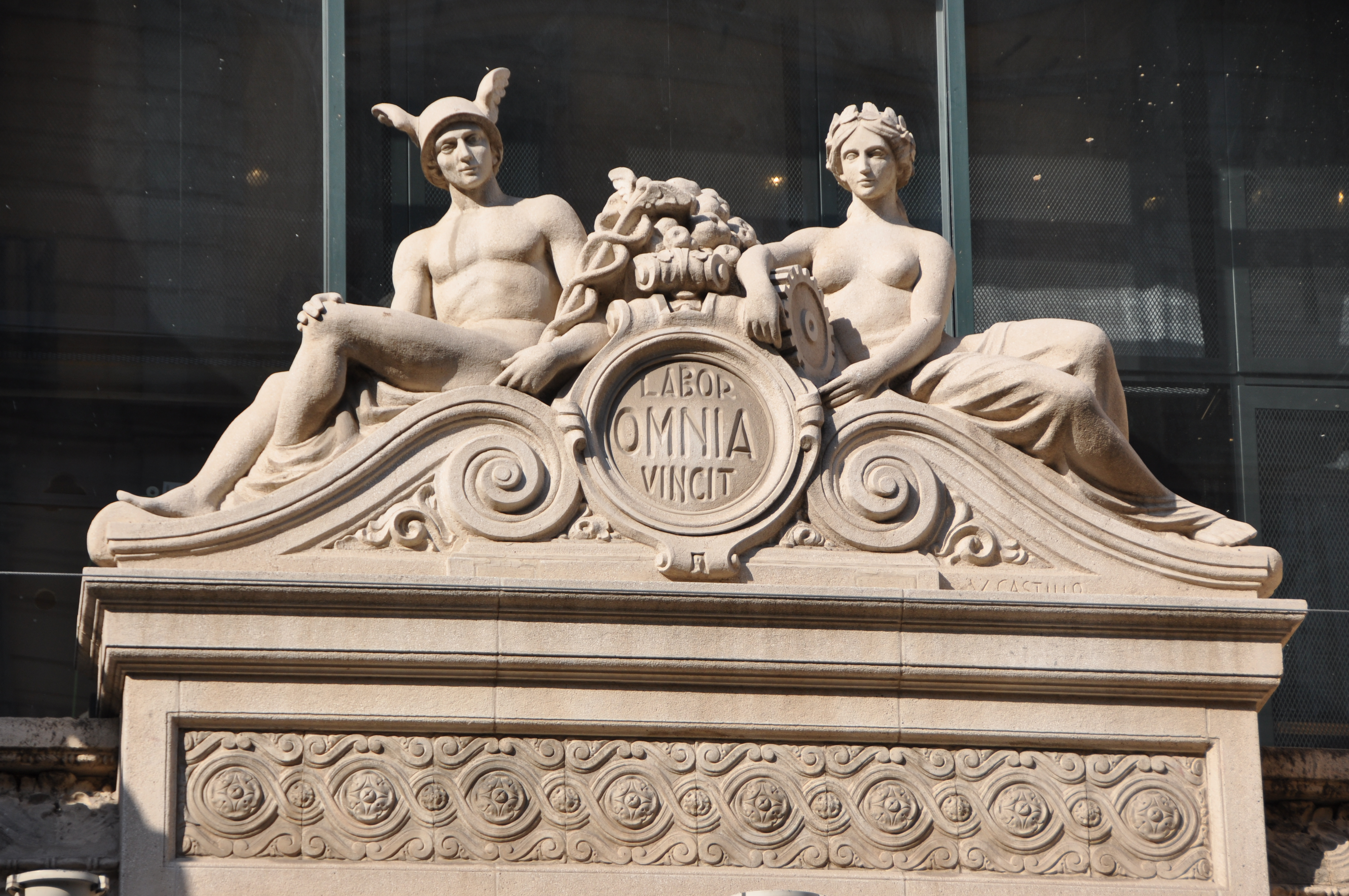
Lema tallado en bajo relieve de la Casa Jorba Barcelona (España).

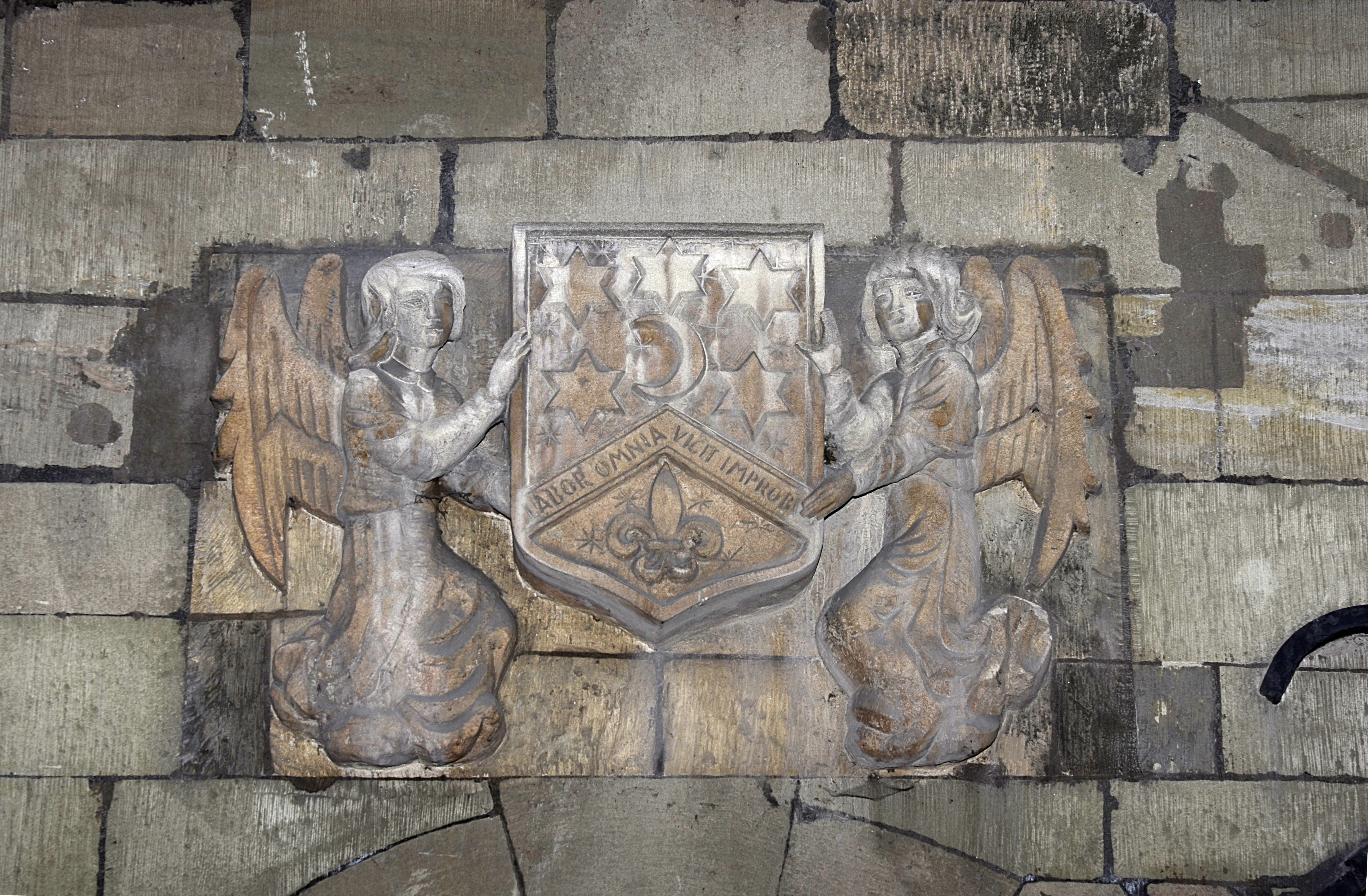
Lema tallado con la variante Labor omnia vinict improbus dentro de un escudo de armas en la entrada del Grand-Rue de Ginebra (Suiza).

«Labor omnia vincit» o «Labor omnia vincit improbus» es una oración en latín que  se traduce como ‘El trabajo todo lo vence’ o ‘El trabajo lo conquista todo’. Es un extracto de las líneas 145 y 146 del primer libro de Las Geórgicas de Virgilio. Se ha convertido en un lema con el significado que cualquier cosa puede ser lograda con el trabajo correcto. Forma parte de escudos y banderas alrededor del mundo.

## Origen
La cita está tomada de una frase repartida entre las líneas 145 y 146 del primer libro de las Geórgicas de Virgilio. Asimismo, el lema alternativamente agrega la palabra improbus (correspondiente línea 146) en algunas ocasiones:

tum variæ veneres artes: labor omnia vicit
improbus et duris urgens in rebus egestas.
entonces aparecieron las técnicas diversas: el indecente trabajo y la necesidad que urge en las situaciones duras todo lo vencieron.

En este poema se celebra el campo, el cuidado de la tierra y los paisajes bucólicos. La región salió exhausta y devastada después de décadas de las guerras civiles romanas. Aspirantes a la paz fueron invitados por Augusto, deseoso de devolver el honor a la agricultura, de redescubrir el gusto por el trabajo y la sencillez de las costumbres de sus antepasados campesinos.
Asimismo, posteriormente se adoptaron otras variantes, tales como «Labor vincit omnia» o «Labor improbus omnia vincit».

## Uso como lema
- Universidad a Distancia de Madrid (UDIMA),[2] universidad privada de España
- IUTIRLA, universidad privada de Venezuela
- El Eulma, municipio de la Provincia de Sétif (Argelia)
- León de Los Aldama, localidad en el Estado de Guanajuato (México)
- León, municipio del Estado de Guanajuato (México)
- Presidente Prudente, municipio del Estado de São Paulo (Brasil)
- Oklahoma, estado de Estados Unidos
- Zacatecas, estado de México
- Zacatecas, capital del Estado de Zacatecas (México)
- Liceo Óscar Castro Zúñiga, Rancagua (Chile)
- Parque Isidora Cousiño, Lota,Parque de Lota, Región del Bio-Bio (Chile)
- Instituto Nacional General José Miguel Carrera, Santiago (Chile)
- Ciudad de Punta Arenas, Región de Magallanes (Chile)
- Liceo de Hombres Manuel Montt, Puerto Montt (Chile)

## Uso en escudos y banderas

Escudo nobiliario de la Familia Ghica
Gran sello de Oklahoma[3]
Escudo de la Fuerza Logística Operativa
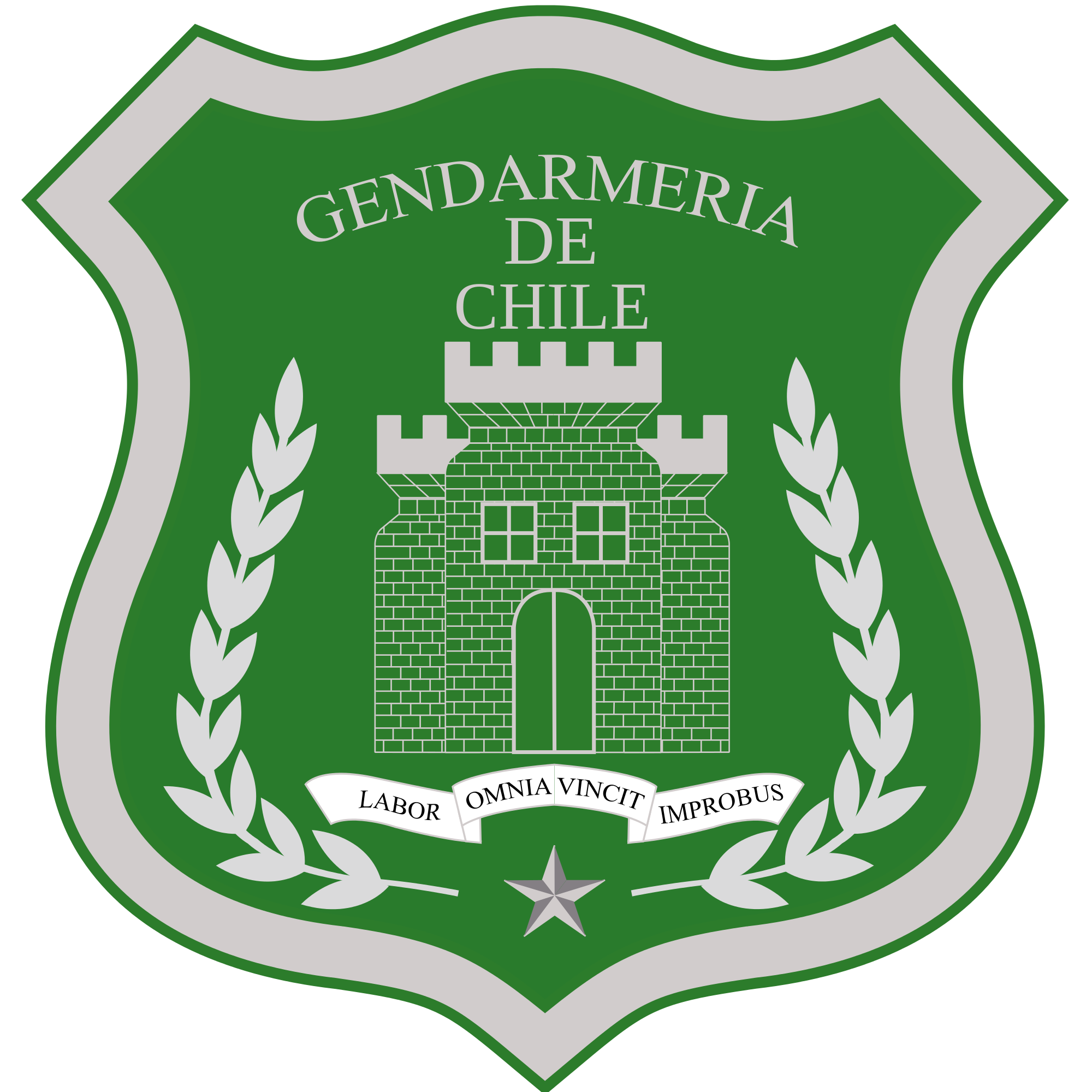
Escudo de la Gendarmería de Chile
Escudo de Zacatecas[4]
Escudo de Flores
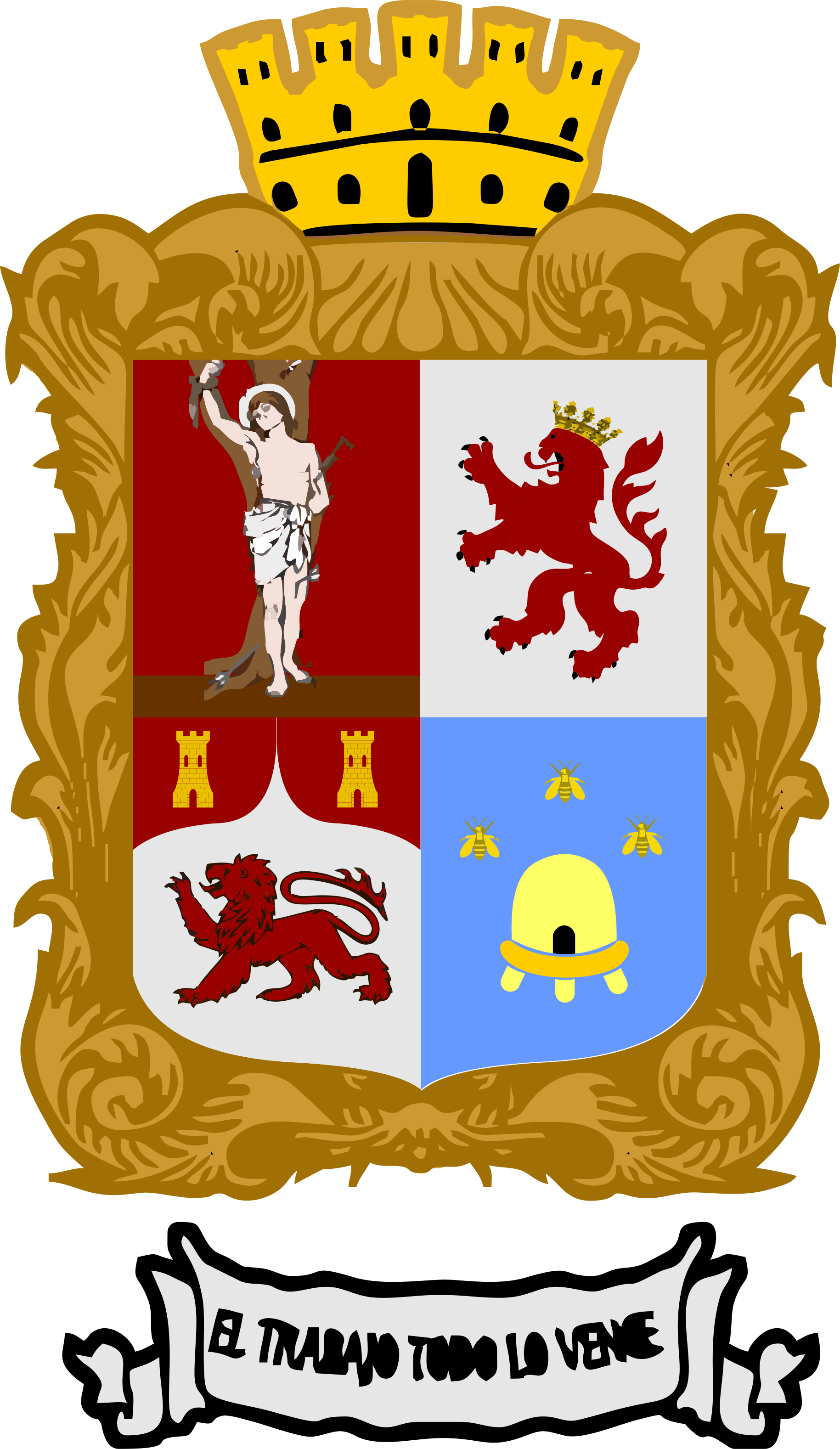
Escudo heráldico de León
Escudo de Silao.
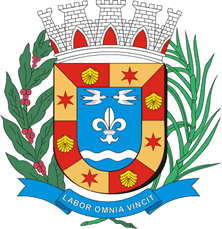
Escudo de Salto
Escudo de Birigui
Escudo de Filandia

## Uso en banderas

Estandarte del gobernador de Oklahoma
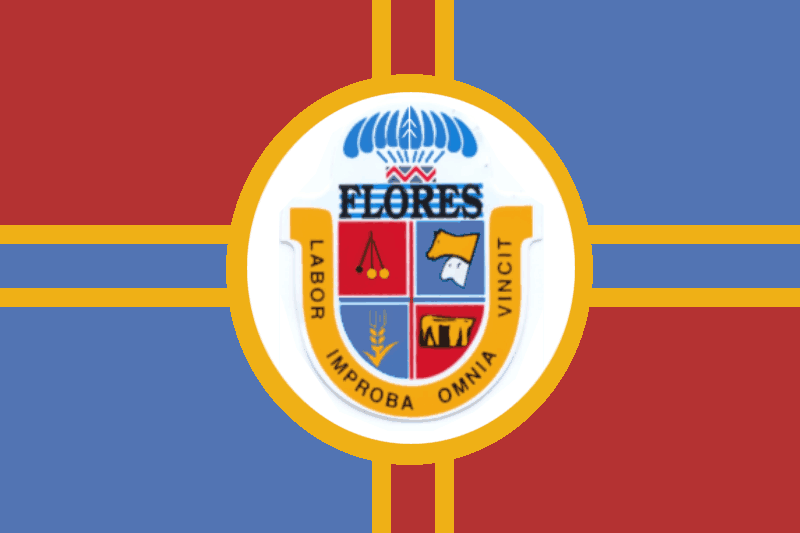
Bandera de Flores
Bandera de Birigui